# گودشوو
گودشوو (به بلغاری: Godeshevo) یک منطقهٔ مسکونی در بلغارستان است که در شهرستان ساتووچا واقع شده است. گودشوو ۱۱٫۴۵۶ کیلومتر مربع مساحت و ۸۸۹ نفر جمعیت دارد و ۷۱۴ متر بالاتر از سطح دریا واقع شده است.